# Троицкая церковь (Волоколамск)
Троицкая церковь (церковь Троицы Живоначальной) — недействующая приходская церковь в Волоколамске (современный адрес: улица Партизан, 34). Построена в конце XVIII века. Объект культурного наследия регионального значения.

## История
До первой половины XVII века на месте Троицкой церкви находился Ильинский монастырь, а позднее — деревянная церковь Пророка Илии. Храмозданная грамота на церковь датируется 1765 годом. Строительство велось на деньги А. Замятина и В. Долговой, завершено в 1776 году. По другим данным, церковь Троицы с приделами пророка Илии и Казанской иконы Божией Матери начата в конце XVIII века, приделы освящены в 1799 году, основной храм — в 1804 году. В 1899 году колокольня надстроена по проекту архитектора В. Ф. Жигардловича. В советские время церковь закрыта, переоборудована под цех, при этом разобрана западная стена и утрачены интерьеры. В последние годы здание церкви заброшено и руинировано.

## Архитектура
По стилистическим особенностям архитектура церкви восходит к XVII веку, однако имеет влияние раннего классицизма. Церковь построена на высоком холме, у подножия которого протекает река Городенка. От здания в виде двусветного четверика с одной главой, трапезной и трёхъярусной колокольней, уцелел только нижний ярус. Фасады разделяются лопатками, углы трапезной скруглены и рустованы. При перестройках XIX века цоколь церкви обработан белым камнем, добавлены штукатурные наличники, а на пилонах колокольни — ниши со стрельчатыми перемычками.